# Вольфганг Шван
Вольфганг Шван (англ. Wolfgang Schwan) — американський фотограф-документаліст, проживає у Філадельфії. Член Національної асоціації фотографів преси та Товариства допитливих.

## Життєпис
Працює фотожурналістом «Агентства Анадолу».
Фотографія пораненої внаслідок російського обстрілу Олени Курило, яка була знята Вольфгангом Шваном 24 лютого 2022 року в м. Чугуїв на Харківщині, стала одним із символів російсько-української війни і була на перших шпальтах світових ЗМІ. Відтак з цієї світлини американська художниця-портретистка Євгенія Гершман написала портрет, який згодом продали на американському аукціоні за 100 тисяч доларів. Виручені кошти були спрямовані на допомогу Збройним силам України та Національній гвардії України.
Світлини публікували Washington Post, The Wall Street Journal, Telegraph, New York Times, LA Times, The Economist, 1843 Mag, New Yorker, National Geographic, Vanity Fair, The Atlantic, Time, The Times, The Literary Supplement, The Irish Examiner, The Saturday Paper, The Arab Times, Bloomberg, The Guardian, Al Jazeera, BBC, CNN, Die Zeit, People, Il Foglio, Philadelphia Inquirer, Axios, VICE, Business Insider, The Week і Grid Magazine.